# Tốc độ bit
Trong viễn thông và điện toán, tốc độ bit (Tiếng Anhː bit rate, bitrate; hoặc như là biến R) là số bit được truyền đi hoặc xử lý trong mỗi đơn vị thời gian.
Tốc độ bit được xác định bằng đơn vị bit trên giây (kí hiệu: "bit/s"), thường được kết hợp cùng một tiền tố SI chẳng hạn như "kilô" (1 kbit/s = 1,000 bit/s), "mêga" (1 Mbit/s = 1,000 kbit/s), "giga" (1 Gbit/s = 1,000 Mbit/s) hoặc "têra" (1 Tbit/s = 1000 Gbit/s).  Từ viết tắt không tiêu chuẩn là "bps" thường được dùng thay cho kí hiệu chuẩn là "bit/s", thế nên, ví dụ, "1 Mbps" được dùng để chỉ một triệu bit trên giây.
Trong hầu hết môi trường, 1 byte trên giây (1 B/s) tương đương với 8 bit/s.

## Tiền tố
Khi tính đến tốc độ bit lớn, tiền tố SI (còn gọi là tiền tố mét hay tiền tố thập phân) được sử dụng, vậy nên:
| Tốc độ 1.000 bit/s         | = 1 kbit/s (một kilôbit hoặc một nghìn bit trên giây) |
| Tốc độ 1.000.000 bit/s     | = 1 Mbit/s (một mêgabit hoặc một triệu bit trên giây) |
| Tốc độ 1.000.000.000 bit/s | = 1 Gbit/s (một gigabit hoặc một tỷ bit trên giây)    |

Tiền tố nhị phân thỉnh thoảng được dùng cho tốc độ bit. Tiêu chuẩn Quốc tế (IEC 80000-13) ghi rõ các từ viết tắt khác nhau cho các tiền tố thập phân (SI) và nhị phân (v.d. 1 KiB/s = 1024 B/s = 8192 bit/s, và 1 MiB/s = 1024 KiB/s).

## Đa phương tiện
Trong đa phương tiện số, tốc độ bit đại diện cho lượng thông tin hoặc chi tiết được lưu trữ trong mỗi đơn vị thời gian của bản ghi. Tốc độ bit phụ thuộc vào các nhân tố sauː
- Tài liệu ban đầu có thể được lấy mẫu ở các tần số khác nhau.
- Các mẫu có thể sử dụng số bit khác nhau.
- Dữ liệu có thể được biên mã bằng các hệ thống sắp xếp khác nhau.
- Thông tin có thể được nén về mặt kỹ thuật số bằng các thuật toán hoặc mức độ khác nhau.

Nhìn chung, việc lựa chọn các nhân tố trên là nhằm để đạt được sự đánh đổi mong muốn giữa việc giảm tốc độ bit và tối đa hóa chất lượng của tài liệu khi nó được phát.
Nếu nén có tổn hao được sử dụng trên dữ liệu âm thanh hoặc hình ảnh, sự khác biệt so với tín hiệu gốc sẽ được đưa ra; nếu nén đáng dể hoặc dự liệu bị tổn hao được giải nén rồi nén lại, nó sẽ trở nên đáng chú ý dưới dạng các tạo phẩm nén. Những điều này có ảnh hưởng đến chất lượng cảm nhận hay không, và nếu có thì là bao nhiêu, đều tùy thuộc vào hệ thống nén, sức mạnh của bộ biên mã, đặc điểm của dữ liệu đầu vào, nhận thức của người nghe, sự quen thuộc của người nghe với tạo phẩm và môi trường nghe hoặc nhìn.
Tốc độ bit trong đoạn này xấp xỉ ở mức tối thiểu  mà người nghe thông thường trong một môi trường nghe hoặc nhìn lý tưởng, khi sử dụng phương pháp nén tốt nhất có thể, sẽ không cảm nhận được tệ hơn đáng kể  so với tiêu chuẩn tham chiếu.

## Tốc độ bit biên mã
Trong đa phương tiện kĩ thuật số, tốc độ bit đề cập đến số lương bit dùng trong mỗi giây để thể hiện một phương tiện liên tục như âm thanh hoặc video (băng hình) sau khi nén dữ liệu. Tốc độ bit biên mã của một tệp đa phương tiện là kích cỡ của một tệp đa phương tiện tính bằng byte chia cho thời gian phát lại (độ dài) của bản ghi (tính bằng giây) rồi nhân với tám.
Đối với đa phương tiện phát luồng (streaming), tốc độ bit biên mã là thông lượng thực (goodput) cần phải có để tránh bị gián đoạnː
tốc độ bit biên mã = thông lượng thực cần phải có
Cụm từ tốc độ bit trung bình được dùng trong trường hợp của hệ sắp xếp nén dữ liệu đa phương tiện tốc độ bit biến thiên. Trong ngữ cảnh này, tốc độ bit cao nhất là số lượng bit tối đa cần có cho bất kỳ khối dữ liệu nén ngắn hạn nào.
Một giới hạn thấp hơn về mặt lý thuyết cho tốc độ bit biên mã để nén dữ liệu không tổn hao là tốc độ entropy.
tốc độ entropy ≤ tốc độ bit đa phương tiện

### Âm thanh

#### CD-DA
CD-DA, đĩa CD âm thanh tiêu chuẩn, được cho là có tốc độ dữ liệu là 44.1 kHz/16, tức là dữ liệu âm thanh được lấy mẫu 44100 lần mỗi giây và với độ sâu bit là 16. CD-DA cũng là âm thanh lập thể (stereo), sử dụng một kênh trái mà một kênh phải, nên lượng dữ liệu âm thanh mõi giây là gấp đôi so với âm thanh đơn (mono), vốn chỉ dùng một kênh.
Tốc độ bit của dữ liệu âm thanh PCM có thể được tính theo công thức sauː
{\displaystyle {\text{tốc độ bit}}={\text{tốc độ của mẫu}}\times {\text{độ sâu bit}}\times {\text{số kênh}}}
Thí dụ, tốc độ bit của một bản ghi CD-DA có tốc độ lấy mẫu là 44,1 kHz, 16 bit mỗi mẫu và hai kênh, có thể được tính như sauː
{\displaystyle 44.100\times 16\times 2=1.411.200\ {\text{bit/s}}=1.411,2\ {\text{kbit/s}}}
Kích cỡ tích lũy của độ dài của dữ liệu âm thanh PCM (không bao gồm phần đầu tệp hoặc các siêu dữ liệu khác) có thể được tính bằng công thức sau:
{\displaystyle {\text{kích cỡ bằng bit}}={\text{tốc độ của mẫu}}\times {\text{độ sâu bit}}\times {\text{số kênh}}\times {\text{thời gian}}.}
Kích cỡ tích lũy tính băng byte có thể được tìm thấy bằng cách lấy kích cỡ tệp theo bit chia cho số bit trong một byte, vốn là tám:
{\displaystyle {\text{kích cỡ theo byte}}={\frac {\text{kích cỡ theo bit}}{8}}}
Cho nên, 80 phút (4800 giây) dữ liệu CD-DA sẽ cần 846.720.000 byte để lưu trữ:
{\displaystyle {\frac {44.100\times 16\times 2\times 4.800}{8}}=846.720.000\ {\text{byte}}\approx 847\ {\text{MB}}}

#### MP3
Định dạng âm thanh MP3 cung cấp cách nén dữ liệu có tổn hao. Chất lương âm thanh tăng lên khi tăng tốc độ bit lên
- 32 kbit/s –  nhìn chung chỉ chấp nhận được đối với lời nói
- 96 kbit/s –  thường dùng cho lời nói hoặc phát luồng chất lượng thấp
- 128 or 160 kbit/s –  chất lương tốc độ bit tầm trung
- 192 kbit/s –  tốc độ bit cho chất lượng trung bình
- 256 kbit/s –  một tốc độ bit chất lương cao thường dùng
- 320 kbit/s –  cấp độ cao nhất được hỗ trợ bởi tiêu chuẩn MP3

#### Âm thanh khác
- 700 bit/s –  tốc độ bit thấp nhất của codec mã nguồn mở Codec2, nhưng chưa được công nhận rộng rãi, sounds much better at 1.2 kbit/s
- 800 bit/s –  tốc độ cần thiết nhỏ nhất cho lời nói có thể nhận ra được, sử dụng bộ mã hóa lời nói FS-1015
- 2.15 kbit/s –  tốc độ bit nhỏ nhất có sẵn thông qua bộ mã hóa mã nguồn mở Speex
- 6 kbit/s –  tốc độ bit nhỏ nhất có sẵn thông qua bộ mã hóa mã nguồn mở Opus
- 8 kbit/s –  chất lượng điện thoại sử dụng bộ mã hóa lời nói
- 32–500 kbit/s –  âm thanh có tổn hao giống như được dùng trong Ogg Vorbis
- 256 kbit/s –  tốc độ bit MP2 theo chuẩn Digital Audio Broadcasting (DAB) cần có để đạt được một tín hiệu chất lượng cao[6]
- 292 kbit/s - Mã hóa Adaptive Transform Acoustic Coding (ATRAC) để dùng trên định dạng MiniDisc

### Video
- 16 kbit/s –  chất lương điện thoại hình (mức cần thiết nhỏ nhất cho một bức hình mà "thuê bao có thể chấp nhận được" sử dụng nhiều hệ thống nén video khác nhau)
- 128–384 kbit/s –  chất lượng hội nghị truyền hình hướng doanh nghiệp sử dụng phương pháp nén video
- 400 kbit/s – video YouTube 240p (sử dụng H.264)[7]
- 750 kbit/s – video YouTube 360p (sử dụng H.264)[7]
- 1 Mbit/s – video YouTube 480p (sử dụng H.264)[7]
- Tối đa 1.15 Mbit/s –  chất lượng VCD (sử dụng nén MPEG1)[8]
- 2.5 Mbit/s –  video YouTube 720p (sử dụng H.264)[7]
- (Tiêu biểu) 3.5 Mbit/s –  chất lượng truyền hình độ nét chuẩn (SDTV) (với tốc độ bit được giảm đi từ nén MPEG-2)
- 3.8 Mbit/s –  video YouTube 720p (ở chế độ 60fps) (sử dụng H.264)[7]
- 4.5 Mbit/s –  video YouTube 1080p (sử dụng H.264)[7]
- 6.8 Mbit/s –  video YouTube 1080p (ở chế độ 60 fps) (sử dụng H.264)[7]
- Tối đa 9.8 Mbit/s –  DVD (sử dụng nén MPEG2)[9]
- (Tiêu biểu) 8 đến 15 Mbit/s –  chất lượng truyền hình độ nét cao (HDTV) (với tốc độ bit được giảm đi từ nén MPEG-4 AVC)
- Xấp xỉ 19 Mbit/s –  HDV 720p (sử dụng nén MPEG2)[10]
- Tối đa 24 Mbit/s –  AVCHD (sử dụng nén MPEG4 AVC)[11]
- Xấp xỉ 25 Mbit/s –  HDV 1080i (sử dụng nén MPEG2)[10]
- Tối đa 29.4 Mbit/s –  DVD HD
- Tối đa 40 Mbit/s –  đĩa Blu-ray 1080p (sử dụng nén MPEG2, MPEG4 AVC hoặc VC-1)[12]
- Tối đá 250 Mbit/s –  DCP (sử dụng nén JPEG 2000)
- 1.4 Gbit/s –  1080p không nén 4:4:4 10 bit ở 24fps

### Lưu ý
Vì lý do kĩ thuật (giao thức phần cúng / phần mềm, tổng phí, hệ biên mã, v.v.) mà tốc độ bit thật được dùng bởi một số thiết bị so sánh với có thể cao hơn đáng kể so với những gì được liệt kê ở trên. Ví dụ, các mạch điện thoại sử dụng ép-dãn  µlaw hoặc A-law (sự biến điệu mã xung) mang 64 kbit/s.